# Коновалиха (Омська область)
Коновалиха (рос. Коновалиха) — присілок у Великоуківському районі Омської області Російської Федерації.
Муніципальне утворення — Становське сільське поселення. Населення становить 44 особи.

## Історія
Згідно із законом від 30 липня 2004 року входить до складу муніципального утворення Становське сільське поселення.

## Населення
| 1926 | 2010 |
| ---- | ---- |
| 411  | ↘44  |